# Міжнародна правосуб'єктність
Міжнародна правосуб'єктність — здатність суб'єкта міжнародного права бути учасником міжнародних правовідносин, зокрема укладати та виконувати міжнародні договори.
Міжнародна правосуб'єктність полягає у наявності відповідних прав та обов'язків, встановлених нормами міжнародного права.
Правосуб'єктність первинних та вторинних суб'єктів міжнародного права відрізняється. Так, для країн правосуб'єктність є універсальною, вони володіють нею у повному обсязі з моменту їх створення. Нації та народи, які борються за своє самовизначення, мають право претендувати на визнання їх суб'єктами міжнародного права лише за дотримання певних умов. Сама собою міжнародна правосуб'єктність не випливає автоматично з реалізації їх права на самовизначення, закріпленого в Статуті ООН.
Правосуб'єктність міжнародної міжурядової організації обмежена установчим документом цієї організації. Таким чином, її міжнародна правосуб'єктність має функціональний характер, оскільки обмежена цілями та завданнями міжнародної організації закріпленими в її установчих документах.